# Siân Davey
Siân Davey (née en 1964 à Brighton) est une photographe britannique. Son œuvre photographique porte sur sa famille, sa communauté et sur elle-même, et s'inspire de sa formation en psychologie.
Davey a publié deux livres, Looking for Alice (2015) et Martha (2018). En 2017, elle obtient une exposition personnelle à la National Portrait Gallery de Londres et reçoit la médaille Hood de la Royal Photographic Society pour Looking for Alice.

## Biographie
Davey est née à Brighton en 1964. Elle a étudié la peinture à la Bath School of Art and Design en 1985 et la politique sociale à l'université de Brighton en 1990. Elle a été psychothérapeute pendant 15 ans avant de se lancer dans la photographie en 2014, qu'elle a étudiée à l'université de Plymouth entre 2014 et 2016,.
Sa pratique photographique se concentre sur sa famille, sa communauté et sur elle-même, et s'inspire de sa formation en psychologie,. Elle commence la photographie après une fausse couche et la réalisation en voyant une retrospective sur les œuvres de Louise Bourgeois au Tate Modern, qu'un processus créatif lui permettrait de surmonter son deuil tout en l'aidant à exprimer ce qu'elle ressentait. Sa série Looking for Alice est un portrait de sa fille Alice, qui est atteinte du syndrome de Down. Elle démarre cette série en raison de ses difficultés relationnelles avec sa fille afin de surmonter ses peurs et ses angoisses dans le processus. 
L'une des photographies de cette série est sélectionnée en 2014 pour le Prix Taylor Wessing du portrait photographique,. La série est publiée par Trolley Books en 2015. En 2016, Looking for Alice est sélectionné pour le livre photo de l'année aux Paris Photo–Aperture Foundation PhotoBook Awards. La fille adolescente de Davey, Martha, a participé à la création de Looking for Alice. Cela a mené à la série suivante de Davey, Martha, qui se concentre sur Martha et ses amis adolescents,. Deux photographies de cette série sont sélectionnées pour le Prix Taylor Wessing du portrait photographique de 2016.
Une autre de ses séries intitulée First Love explore des couples d'adolescents. à commencer par son fils et sa petite amie.
En 2017, Davey expose sa série Together dans le cadre d'une exposition pop-up à la National Portrait Gallery de Londres. L'œuvre est réalisée en tant que commande par la société McCain Foods dans le cadre de sa campagne marketing We Are Family, « qui célèbre les familles britanniques sous toutes leurs formes et tailles ». McCain Foods utilise les réseaux sociaux pour trouver des familles à travers le Royaume Uni qui puissent être photographiées par Sian Davey,,. En créant l'œuvre, elle voyage à travers la Grande-Bretagne et photographie 31 familles en 21 jours, essentiellement pendant les repas.
En 2022, elle est nommée pour la cinquième édition du Prix Elysée décerné par Photo Elysée, le musée cantonal de la photographie de Lausanne, en partenariat avec Parmigiani Fleurie.

## Ouvrages
- (en) David L. Chandler et Luke Davey, Looking for Alice, Londres, Trolley, 2015 (ISBN 978-1-907112-52-2 et 1-907112-52-9, OCLC 948181320).
- Martha, Londres : Chariot, 2018. Avec une préface de Kate Bush.

## Prix
- 2017 : Hood Medal, Royal Photographic Society, Bath, pour Looking for Alice[3].
- 2019 : Bourse W. Eugene Smith du W. Eugene Smith Memorial Fund[19].
- Prix Elysée 2022-2024[5].

## Expositions personnelles
- We Are Family (série Together de Davey), Print Shop Gallery, National Portrait Gallery, Londres, 2017[20].